# إميلي بلو
إميلي بلو (مواليد 28 يونيو 1994)، هي مغنية وكاتبة أغاني نرويجية-أمريكية. ومغنية رئيسية في فرقة موسيقى الروك المستقلة تارا تيرا ومقرها تشامبيغن. ولدت ونشأت في أوروبا، لكنها الآن تقيم في شيكاغو. تتميز مهنة بلو بتغييرات حادة في الأسلوب الموسيقي، وتندرج إصداراتها في تصنيفات مختلفة إلى حد كبير، بدءً من موسيقى البوب إلى موسيقى البوب الطليعية والديث متل.
تقيم بلو في شيكاغو، إلينوي. وهي عضوة في مجتمع الميم LGBT بشكل علني وداعمة لحقوق LGBT والمنظمات المؤيدة لـ LGBT.